# Chaîne du Nimba

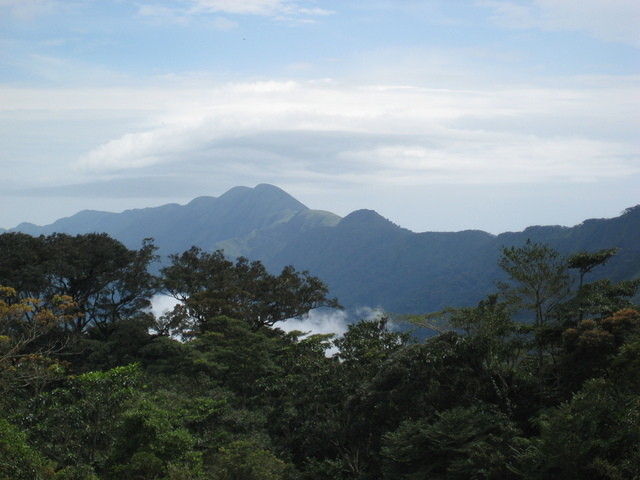
Vue de la chaîne du Nimba.

La chaîne du Nimba fait partie de l'étendue sud des hauts plateaux de Guinée. Le plus haut sommet est le mont Nimba à la frontière de la Côte d'Ivoire et de la Guinée, à 1 752 m d'altitude.
La réserve naturelle intégrale du Mont Nimba couvre des portions importantes de la chaîne du Nimba.

## Géographie

### Topographie
La chaîne du Nimba est une crête étroite s'étendant sur environ 40 km de long, avec une orientation nord-est-sud-ouest. Outre le mont Nimba, les autres sommets incluent les Grands Rochers à 1 694 m, le mont Sempéré à 1 682 m, le mont Piérré-Richaud au 1 670 m, le mont Tô à 1 675 m et le mont LeClerc à 1 577 m, tous situés en Guinée.

### Géologie
Elle est principalement composée de roches précambriennes, notamment de granite et de quartzite qui contiennent des gisements de minerai de fer. L'extraction de minerai de fer de qualité supérieure constitue la principale menace pour la géomorphologie et la faune uniques. Il y a une cinquantaine de sources, y compris celles des fleuves Cesstos, Cavally et Sassandra.

### Climat
Les précipitations varient considérablement selon l'altitude et la saison. Environ 3 000 mm de pluie tombe aux plus hautes altitudes, et entre 700 et 1 200 mm aux altitudes inférieures. En fait, certaines parties de la montagne reçoivent moins de précipitations, en raison de l'effet pluie-ombre de la haute crête. La plupart des précipitations se produisent entre le mois de mai et octobre.

### Écologie

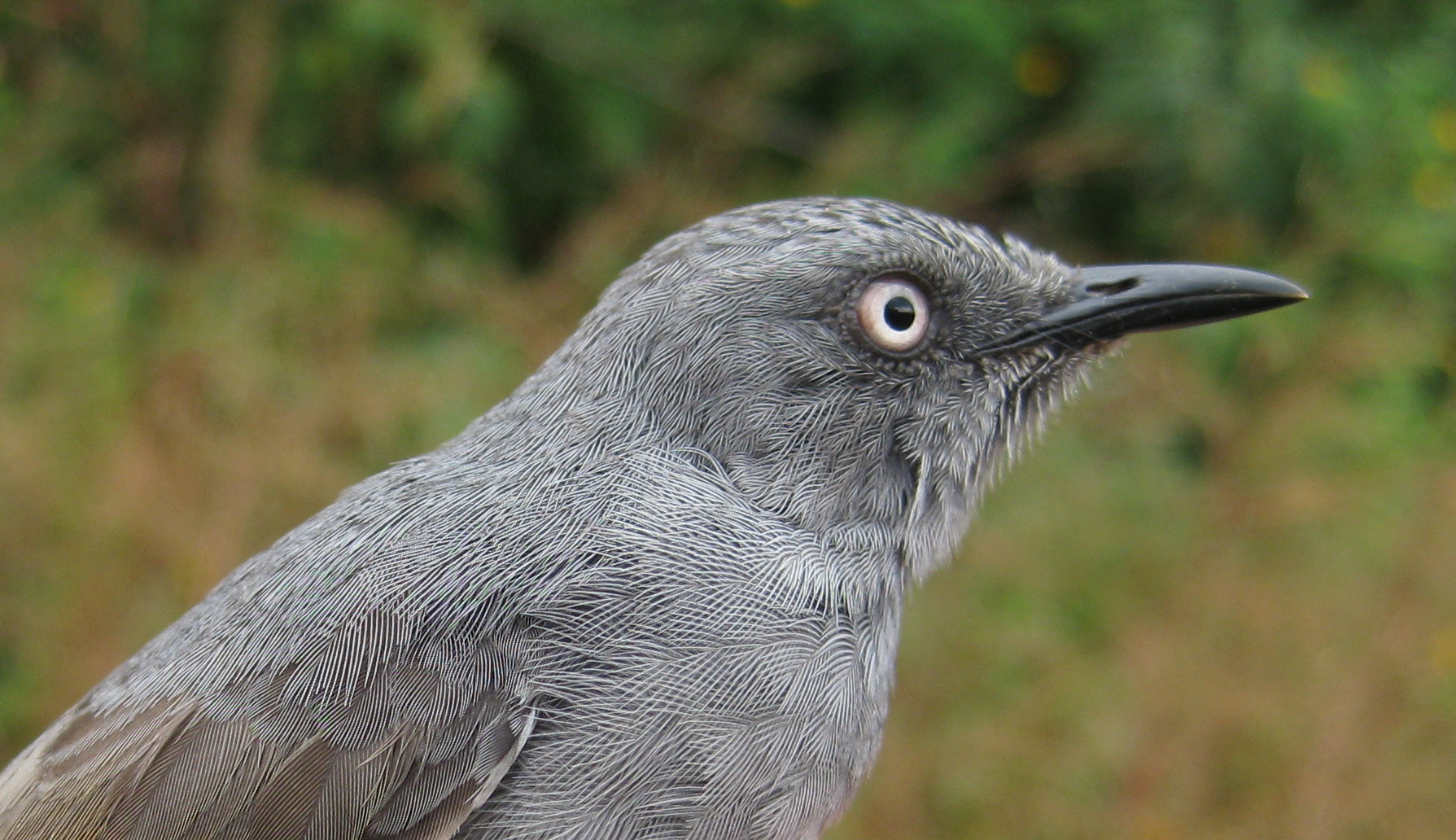
Prinia du Sierra Leone (Schistolais leontica) au mont Nimba, au Liberia.

La chaîne du Nimba abrite une flore et une faune particulièrement riches et abrite plus de 2 000 espèces de plantes vasculaires , 317 espèces de vertébrés, dont 107 mammifères, et plus de 2 500 espèces d'invertébrés. Les vertébrés endémiques sont notamment le crapaud vivipare nimba (Nimbaphrynoides occidentalis), la chauve-souris à feuilles rondes de Lamotte (Hipposideros lamottei), Myotis nimbaensis et la musaraigne nimba (Micropotamogale lamottei). D'autres animaux rares et menacés sont le lion d'Afrique de l'Ouest (Panthera leo senegalensis), l'hippopotame pygmée (Choeropsis liberiensis), le céphalophe zèbre (Cephalophus zebra) et le chimpanzé occidental (Pan troglodytes verus) qui utilise des pierres comme outils.
Les écorégions terrestres comprennent la forêt de plaine de la Guinée occidentale, la forêt de montagne guinéenne, la mosaïque forêt-savane guinéenne et la savane du Soudan occidental. La chaîne du Nimba fait partie d'une écorégion d'eau douce distincte avec une forte proportion d'espèces aquatiques endémiques.

#### Terrestre
Les espèces végétales varient avec l'altitude et l'orientation cardinale.
L'écorégion des forêts de montagne guinéennes couvre la partie de l'aire de répartition au-dessus de 600 mètres d'altitude. Les principales communautés végétales de l'écorégion comprennent les prairies et les savanes de montagne, les forêts de nuages et les forêts de basse montagne. Les prairies d'altitude et les savanes montagnardes couvrent les plus hauts sommets, dominés par l'herbe Loudetia kagerensis. Les prairies abritent une fougère endémique, Asplenium schnellii, et deux plantes à fleurs endémiques, Osbeckia porteresii et Blaeria nimbana. Des arbustes, dont Protea occidentalis, habitent les pentes. L'espèce endémique de grenouille Nimbaphrynoides occidentalis, qui habite les prairies de montagne de la chaîne, est totalement vivipare. La grenouille hurlante de Guinée (Arthroleptis crusculum) est une espèce menacée trouvée sur le mont. Nimba et autres sommets des hauts plateaux de Guinée. On le trouve dans les prairies de haute altitude et dans les forêts galeries pendant la saison sèche. Ptychadena submascareniensis est une autre espèce de grenouille qui n'a été trouvée que sur le mont Nimba et dans les montagnes de Loma en Sierra Leone. Sous les plus hauts sommets, prairies de montagne entrecoupées de forêts galeries, entre 1 200 et 1 400 mètres. Au-dessus de 900 mètres d'altitude, la brume et les nuages presque quotidiens supportent les forêts de nuages, dominées par le prunier de Guinée (Parinari excelsa), les arbres de la famille des myrtes (Myrtaceae), y compris le Syzygium guineense, et les espèces d'Ochna et de Gaertnera. Le climat humide supporte de nombreux épiphytes, dont une orchidée endémique, Rhipidoglossum paucifolium. Les forêts de basse montagne de Lophira procera, Tarrietia utilis, Mapania spp., Chlorophora regia, Morus mesozygia et Terminalia ivorensis se trouvent entre 600 et 900 mètres d'altitude. 
En dessous de 600 mètres, les forêts de montagne font la transition vers l'écorégion des forêts des basses terres de la Guinée occidentale.
La montagne est entourée de mosaïque forêt-savane guinéenne et de savane ouest-soudanienne.

#### Aquatique
Les cours d'eau rapides descendent des pentes raides de la chaîne et subissent souvent des inondations torrentielles pendant la saison des pluies. Les rhéophytes, plantes qui peuvent vivre dans l'eau courante, dominent la végétation aquatique.
Les animaux aquatiques endémiques de la chaîne Nimba comprennent les grenouilles, les poissons, le crabe des ruisseaux Nimba (Liberonautes nimba) et la musaraigne nimba (Micropotamogale lamottei), une espèce en voie de disparition. La loutre africaine sans griffes (Aonyx capensis) habite également les ruisseaux de montagne. La richesse en espèces est élevée parmi les invertébrés aquatiques, dont 81 espèces de libellules.
Le WWF désigne la chaîne du Nimba comme une écorégion d'eau douce distincte en raison de sa richesse en espèces modérée et de sa forte proportion d'espèces aquatiques endémiques, en particulier parmi les poissons et les amphibiens. La haute altitude de la chaîne du Nimba, ses rapides et ses cascades qui isolent les zones d'habitat et la stabilité de l'environnement aquatique ont favorisé la spéciation.
Les hauts plateaux de Guinée, dont fait partie la chaîne du Nimba, séparent les rivières et ruisseaux côtiers de la Haute Guinée du bassin supérieur du fleuve Niger. Les hautes terres forment une barrière au mouvement des espèces aquatiques entre ces régions d'eau douce. La faune piscicole de la chaîne du Nimba partage des affinités avec celle de la Haute Guinée.

## Protection environnementale
En 1943, le gouvernement colonial a créé une réserve naturelle intégrale dans la section Côte d'Ivoire de la chaîne. Il a été étendu à la Guinée l'année suivante. La zone est restée protégée après l'indépendance de la Guinée et de la Côte d'Ivoire. L'UNESCO a déclaré le mont Nimba comme réserve de biosphère en 1980 et un site du Patrimoine mondial en 1981.